# Peter Schifferli
Peter Schifferli (* 27. Juli 1921 in Bern; † 2. Dezember 1980 in Mammern) war ein Schweizer Verleger. Noch während seines Studiums der Rechtswissenschaft gründete er 1944 den Buchverlag Die Arche mit Sitz in Zürich, den er bis zu seinem Tod leitete, und später – als Zweigverlag – den Sanssouci Verlag.

Premierenfeier zu Frank der Fünfte, Therese Giehse, Friedrich Dürrenmatt, Maria Becker, im Hintergrund: Peter Schifferli, Foto: Comet Photo, ETH-Bibliothek, 19. März 1959

## Werke
- Immerdar enthüllt das Ende sich als strahlender Beginn. Ein Brevier tröstlicher Dichtung (Auswahl und Einleitung). Scientia, Zürich 1944
- Dada. Die Geburt des Dada. Dichtung und Chronik der Gründer Hans Arp, Richard Huelsenbeck, Tristan Tzara (Herausgeber). Die Arche, Zürich 1957
  - Taschenbuch-Ausgabe: Das war Dada. Dichtungen und Dokumente. Deutscher Taschenbuch Verlag (dtv 18), München 1963
    - Teil-Ausgabe unter dem Titel: Als Dada begann. Bildchronik und Erinnerungen der Gründer. Sanssouci, Zürich 1961; 2. Auflage (als Dada in Zürich) ebd. 1966
- Dank an Werner Bergengruen (Herausgeber). Die Arche, Zürich 1962
- Kleiner Drehorgelgruß. Nachruf in Wort und Bild auf die verklungene Welt der Leierkasten, der Strassenmusikanten und Drehorgelmänner (Herausgeber). Die Arche, Zürich 1968
- Ferner Leierkastenklang. Drehorgelgeschichten (Herausgeber). Sanssouci, Zürich 1969
- Die Nacht von Bethlehem. Weihnacht in aller Welt (Herausgeber). Deutscher Taschenbuch Verlag (dtv 1584), München 1980
- Vom Druckfehlerteufel und von der Hoffnung Jakob Hegners auf ein himmlisches Alphabet. Einige Brocken Verlegerlatein, gesammelt von Peter Schifferli. Privatdruck Zürich 1982; Die Arche, Zürich 1984, ISBN 3-7160-1888-0